# Silvanecte
Silvanecte is een Frans blond tripel-bier. Het wordt gebrouwen in Brasserie St Rieul te Trumilly.
Het bier won een zilveren medaille op het Concours Général Agricole te Parijs in 2012.